# Ossian Sweet
Ossian Sweet (* 30. Oktober 1895 in Bartow; † 20. März 1960 in Detroit) war ein afroamerikanischer Arzt, der durch den sogenannten Sweet-Prozess bekannt wurde.

## Herkunft und Ausbildung
Sweet wuchs in Florida in einer streng religiösen Familie ehemaliger Sklaven auf. Als Teenager verließ er Florida, um an der Wilberforce University, einem afroamerikanischen College seine Ausbildung aufzunehmen. In Wilberforce wurde er Mitglied von Kappa Alpha Psi und erwarb einen Bachelor of Science. Sein Studium verdiente er mit verschiedenen Nebenjobs. Anschließend studierte er Medizin an der Howard University in Washington, D.C. Es gelang ihm, sich als Arzt zu etablieren und einen gewissen Wohlstand zu erringen. Er wurde als Vorbild in seiner Familie anerkannt und wuchs im Bewusstsein auf, zu den Talented Tenth, der damals so genannten schwarzen Leistungselite zu gehören.
1919 erlebte er den Red Summer, brutale rassistische Ausschreitungen im Gefolge des Ersten Weltkrieges in Washington. Sweet heiratete Gladys Mitchell 1922.

## Zeit in Europa und Rückkehr in die USA
Sweet setzte 1923 seine Studien in Wien und Paris fort. Er hörte unter anderem Vorlesungen von Marie Curie. Die Zeit in Europa war unbeschwert, die einzige Erfahrung mit rassischen Vorurteilen dort war die Zurückweisung seiner hochschwangeren Frau beim American Hospital in Paris. 1924 kehrten die Sweets in die USA zurück, und er begann, im Dunbar Hospital in Detroit zu arbeiten. Er zog in eine weiße Nachbarschaft, 2905 Garland Street, in der Nähe von Garland und Charlevoix. Er war sich der Vorurteile der Nachbarschaft wohl bewusst.

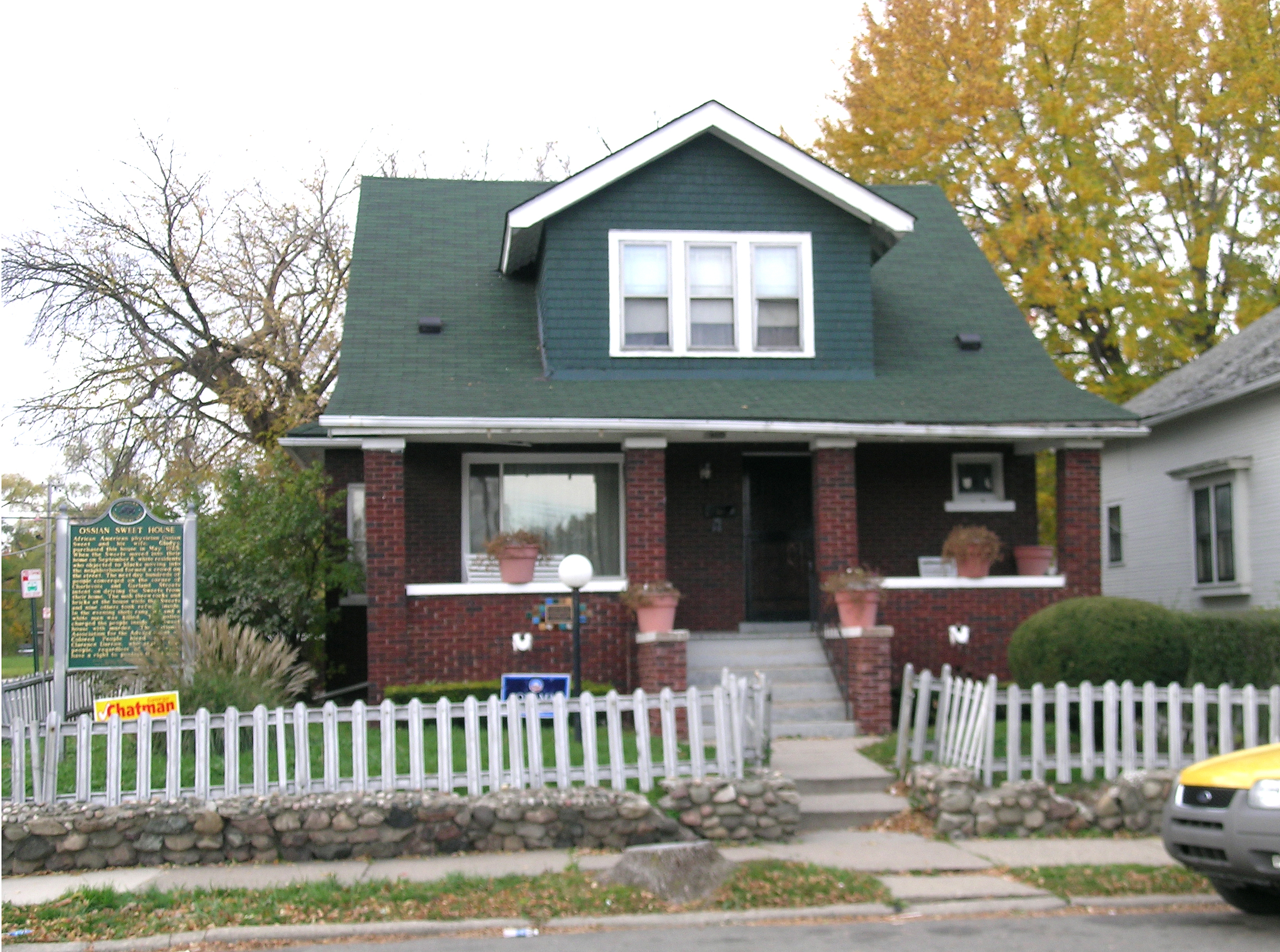
Der Ort des Geschehens samt einer Gedenktafel

Das Haus war in der Nähe von Gladys Eltern und seiner Praxis. Die Sweets zahlten 18.500 USD was etwa 6.000 USD über dem Marktwert lag.
Nachdem die Sweets am 8. September 1925 eingezogen waren, wurden sie bedroht und verschanzten sich mit Freunden und Verwandten, die ähnliches erlebt hatten, in dem Haus. Die lokale Polizei unter Inspector Norton Schuknecht war ebenso zum Schutz der Sweets aufgezogen. Die Situation wurde dennoch in der zweiten Nacht bedrohlich, als sich erneut eine Menschenmenge vor dem Haus versammelte und begann, Steine zu werfen und Drohungen auszustoßen. Henry Sweet, der Bruder von Ossian eröffnete das Feuer mit einem mitgebrachten Gewehr, ein Mann, Leon Breiner starb, ein anderer, Eric Houghberg wurde verwundet. Sweet und seine Helfer wurden verhaftet und ins Gefängnis gebracht.
Bei dem Prozess unter Richter Frank Murphy wurde Henry Sweet freigesprochen. Das Verfahren gegenüber den Mithelfern wurde eingestellt. Die Sweets waren dabei von James Weldon Johnson und der NAACP unterstützt worden. Die NAACP hatte nicht viele Mittel und konnte in dem Jahr in den gesamten USA daneben nur zwei weitere Prozesse führen. Sie erhoffte sich eine große Öffentlichkeitswirkung von dem Prozess, die auch eintrat. Walter White und Clarence Darrow arbeiteten an der Verteidigung. Die Sammelklage gegen alle Beteiligten endete zunächst damit, dass sich die Jury für unentschieden erklärte. Darrow argumentierte, dass es im umgekehrten Fall eines Angriffs von Schwarzen auf das Haus eines Weißen nicht einmal zur Anklage gekommen wäre. Danach wurde gegen alle Angeklagten einzeln verhandelt, zuerst gegen Dr. Ossians Bruder Henry, der seine Beteiligung an der Schießerei zugegeben hatte. Darrow und sein Co-Verteidiger Thomas Chawke erreichten einen Freispruch, wonach die Staatsanwaltschaft die Anklage gegen die Übrigen fallen ließ.
Die Sweets kehrten erst 1928 in ihr Haus zurück, Tochter und Frau starben an Tuberkulose, die möglicherweise auf die Haftbedingungen zurückging. Sweet selbst scheiterte mit dem Versuch, Polikliniken in schwarzen Wohngebieten wirtschaftlich tragfähig zu etablieren. Er nahm sich 1960 nach seelischen und gesundheitlichen Problemen das Leben.

## Nachwirkung
Der Prozess wurde von Kevin Boyle in einem Buch und einem Theaterstück Arc of Justice umgesetzt. Malice Aforethought: The Sweet Trials war ein weiteres Stück von Arthur Beer und in einem Docudrama von Gordon C. Bennett verarbeitet. Das Ossian H. Sweet House steht unter Denkmalschutz.